# تپه جو خون جا
تپه جو خون جا مربوط به هزاره ۲و ۱ قم است و در شهرستان بهبهان، بخش مرکزی، دهستان حومه، روستای کریم آباد واقع شده و این اثر در تاریخ ۱ مرداد ۱۳۸۶ با شمارهٔ ثبت ۱۹۲۷۴ به‌عنوان یکی از آثار ملی ایران به ثبت رسیده است.